# Sint-Jacobskerk (Köthen)
De Sint-Jacobskerk (Duits: St.-Jakobs-Kirche) is de protestantse kerk van de stad Köthen (Saksen-Anhalt). Het betreft een laatgotische opvolger van een romaans kerkgebouw uit de 12e-13e eeuw. Het gebouw werd in de 19e eeuw gerenoveerd en deels verbouwd. In de grafkelder onder het koor werden de leden van het hertogelijk huis Anhalt-Köthen bijgezet.

## Geschiedenis
Met de bouw van de huidige Jacobskerk werd omstreeks het jaar 1400 begonnen. In 1406 werd Köthen door troepen van de Maagdenburgse aartsbisschop graaf Günther II von Schwarzburg belegerd en beschoten. Een ingemetselde stenen kogel in het noordelijke deel van de kerk zou aan deze gebeurtenis herinneren. Tussen 1488 en 1513 kreeg het kerkschip alsnog overwelving, nadat de daarvoor ontbrekende middelen waren ingezameld. Tot het jaar 1514 werd gewerkt aan het drieschepige gebouw, dat in het oosten een kort ingesnoerd koor kreeg een 5/8 koorafsluiting.   
Oorspronkelijk had de kerk één enkele toren, maar die stortte in het jaar 1599 in. Pas in de jaren 1896-1898 werden op die plaats onder leiding van de architect Bernhard Sehring de huidige torens gebouwd. Het zijn de hoogste kerktorens van Anhalt. 
De reformatie werd in het jaar 1525 in Köthen ingevoerd. Vanaf 1533 tot aan zijn dood werkte hier de beroemde hervormer Johann Schlaginhaufen (* 1498 – † 1560). Al wisselde het gebouw van denominatie, oorspronkelijk rooms-katholiek, dan luthers en vanaf 1606 calvinistisch, het gebouw bleef altijd de parochiekerk van de stadsgemeente. Wel veranderde het interieur met de wijzigingen van de kerkleer en het meeste van de middeleeuwse inventaris werd dan ook verwijderd.  
In het kerkschip werden in 1672 galerijen voor het groeiende aantal gelovigen ingebouwd. Bij de laatste grote verbouwing van de kerk tussen 1866-1869 werden deze galerijen weer verwijderd. Tijdens deze verbouwing werd de grafkelder voor de vorsten opnieuw aangelegd en richtte men in de oostelijke traveeën van de zijschepen stenen galerijen op voor de raad en het vorstenhuis. Onder de noordelijke galerij creëerde men ruimte voor de sacristie. In dezelfde periode kreeg de kerk ook een nieuw altaar, een kansel en een orgel. Sindsdien bleef de kerk goeddeels ongewijzigd.
Eeuwenlang waren kerk en stad als vanzelfsprekend nauw met elkaar verbonden. Na de komst van de nationaalsocialistische dictatuur en in aansluiting daarvan het 40 jaren durende kerkvijandige klimaat van de DDR liep de kerkelijkheid onder de bevolking zeer sterk terug. Slechts 20% van de stad rekent zich nog tot een christelijke geloofsgemeenschap      

## Exterieur
In het westelijke deel domineren de twee 75 meter hoge torens. Daartussen bevinden zich het portaal, de galerij en een brug tussen de beide torens. Zowel qua stijl als vorm wijkt dit deel af van de rest van het gebouw. In tegenstelling tot het overige bouwwerk werden hier blindnissen en voor die tijd moderne decoratieve vormen toegepast. In het westelijk dubbelportaal vermengen neogotische stijlvormen zich met de reeds opkomende jugendstil. Boven het portaal bevinden zich de afbeelding van een engel die de tekst "Nahet euch zu Gott, so nahet er sich zu euch" (Nader tot God, dan zal Hij tot u naderen, Jacobus 4:8) en een drietal beelden.   
Het kerkgebouw telt vijf traveeën en heeft een hoog met leien gedekt dak. Het polygonale koor is relatief kort gehouden en heeft een steil dak. Kerkschip en koor hebben elk een dakruiter met een vrijwel identieke bekroning. Aan de oostelijke zijde van het koor bevindt zich onder de dakruiter een hoge dakkapel.   
Aan de muur van het zuidelijke zijschip is als portaal een rechthoekige voorhal aangebouwd met op de dakrand pinakels en een balustrade van maaswerk.
Alle buitenmuren zijn van baksteen en worden slechts onderbroken door eenvoudige steunberen met spaarzame decoraties, een omlopende kroonlijst onder de vensterbanken en vensters met laatgotisch maaswerk.  

## Interieur
Het middenschip is ongeveer twee keer zo breed als de beide zijschepen. Tussen de beuken staan achthoekige pijlers met kapitelen. De hele kerk wordt overspannen door een netgewelf met grote, kleurrijke sluitstenen.  
In de oostelijke traveeën van de zijschepen bevinden zich stenen galerijen met neogotische decoratie. Tijdens de diensten namen vroeger op de zuidelijke galerij de leden van het vorstenhuis plaats. Op de galerij er tegenover hadden de raadsleden van de stad hun vaste plek. 
Voor de opgang naar het licht verhoogde koor voert een smalle trap naar de grafkelder waar 40 rijk versierde graven staan. Noordelijk daarvan bevindt zich aan de pijler de kansel. 
De westelijke afsluiting van het kerkgebouw wordt gevormd door een over de gehele breedte lopende galerij met een stenen balustrade van maaswerk.      
De muren van het interieur zijn wit; pijlers, arcades en gewelfribben zijn grijs en rood geverfd en voorzien van wit geverfde voegen. Bij de laatste renovatie werden de kapitelen en kraagstenen van de pijlers en muren van bladgoud voorzien. De gewelven en het koor hebben een groene pasteltint.

## Orgel
Het orgel van de Jacobskerk werd in 1872 door Friedrich Ladegast uit Weißenfels gebouwd. Het mechanische instrument bezit 47 registers op drie manualen en pedaal en is voorzien van een Barkermachine om de organist te helpen bij het openen van de ventielen in de windlade. Het orgel werd voor het laatst in 1997 grondig gerestaureerd door het orgelbedrijf Christian Scheffler uit Jacobsdorf.   